# Yoshi's Island DS
Yoshi's Island DS är ett plattformsspel i 2D till Nintendo DS där man spelar som Yoshi. Artoon har utvecklat spelet tillsammans med utgivaren Nintendo. Spelet släpptes i Amerika och Australiska regionen i november 2006, och i december 2006 i Europa. I Japan släpptes det 8 mars 2007.
Spelet är en direkt uppföljare till Super Mario World 2: Yoshi's Island och spelupplägget är därför väldigt likt sin föregångare. En skillnad är att DS-versionen introducerar 4 nya karaktärer förutom Baby Mario som Yoshi-klanen ska rädda, nämligen Baby Peach, Baby DK, Baby Wario och Baby Bowser.
I spelet finns 5 stycken världar, varje värld består av 8 banor och två bossar.

## Kritik
Yoshi's Island DS fick väldigt positiv kritik när det släpptes. Bland annat så gav IGN spelet 8/10 och GameSpot 9.1/10 i betyg.